# Johnny Concho
Johnny Concho is een Amerikaanse film uit 1956 van Don McGuire met in de hoofdrollen Frank Sinatra en Phyllis Kirk.
De film was de eerste productie van Sinatra als producer en de eerste en enige film van Sinatra's eigen productiemaatschappij Kent Productions, Inc. Een groot succes was deze psychologische western niet, al kwam de film wel uit de kosten.

## Verhaal
Het stadje Cripple Creek in Arizona wordt rond 1870 geterroriseerd door Johnny Concho, de jongere broer van de bandiet Red Concho. De brave burgers van het stadje zijn zo bang voor Red, dat ze toestaan dat Johnny ongestraft zijn gang kan gaan. De dochter van de lokale winkelier, Mary Dark, is zelfs verliefd op hem. Op een avond nodigt Johnny zichzelf uit voor een spelletje poker met de lokale notabelen. Johnny wint elk spelletje en hoeft hiervoor zelfs niet eens zijn kaarten te laten zien. Het spel wordt onderbroken als twee cowboys, Tallman en Walker, aan de pokertafel komen zitten. Als Johnny weer wint, zonder zijn kaarten te laten zien, daagt Tallman hem uit tot een duel. Als Johnny zegt dat hij de broer is van Red Concho, is Tallman niet onder de indruk en zegt hij dat hij Red twee dagen geleden heeft doodgeschoten. Plotseling is Johnny veranderd in een rillende lafaard. Smalend zegt Tallman dat Johnny de keus heeft, of zijn revolver trekken of de stad verlaten voor zonsondergang. Wanhopig zoekt Johnny hulp bij de mensen die hij eerst terroriseerde, maar niemand helpt hem. Tallman gedraagt zich als de nieuwe tiran van het stadje, hij benoemt zichzelf tot sheriff en eist protectiegeld van de stadsbewoners. Als Johnny toch ingaat op het duel wordt zijn holster door Tallman van zijn lijf geschoten. Beschaamd en zonder zich iets aan te trekken van Mary's smeekbeden vlucht Johnny. Hij trekt van stad tot stad, maar wordt overal smadelijk weggestuurd. De enige die hem steunt is Mary. Ze heeft hem al die tijd gevolgd en wil bij hem blijven ook al heeft Johnny geen cent. Ze heeft driehonderd dollar meegenomen en ze wil met hem naar Californië. Voor ze daar heen gaan besluiten ze te trouwen in een kerkje in de buurt. Daar worden Johnny en Mary echter opgewacht door twee bandieten, Mason en Lem, die wraak willen voor de dood van een bendelid dat ooit door Red Concho is vermoord. Johnny raakt verlamd van angst en Mary begint nu te twijfelen of ze wel met hem moet trouwen. Het blijkt dat de priester die de huwelijksceremonie leidt een bekeerde revolverheld is. Hij weet Mason en Lem op de vlucht te jagen. Maar Mary is klaar met Johnny en weigert hem te trouwen. Als de priester onthult dat hij Red Concho kent, en dat de broer van Johnny ook een lafaard was, wordt Johnny boos. Hij dreigt de priester te doden en die biedt zijn wapen aan. Dit bedaart Johnny en hij hervindt zijn zelfvertrouwen. Met de hulp van de priester kan hij daarna ontkomen aan Mason en Lem die hem buiten de kerk opwachten. Johnny probeert nu Mary te achterhalen die terug is gegaan naar Cripple Creek. Daar oefent Tallman inmiddels een waar schrikbewind uit. Hij heeft net de enige man die tegen hem op durfde staan in de rug geschoten. Geamuseerd kijkt Tallman toe hoe Johnny probeert de inwoners van de stad tegen hem op te zetten. Volgens Johnny is Tallman geen haar beter dan zijn broer Red Concho, allebei moordenaars en dieven. Als Tallman dit hoort schiet hij de ongewapende Johnny neer. De stadsbewoners zijn onder de indruk van Johnny's daadkracht en de vader van Mary schiet op zijn beurt Tallman neer. De rest van de stad staat nu ook op en doodt de helpers van Tallman. Intussen heeft Mary, de in zijn schouder geraakte, Johnny weer op de been geholpen. Hij wil de stad verlaten, maar de bewoners vragen hem te blijven. Johnny zegt ja en Mary belooft dat ze hem nu wel zal trouwen.

## Rolverdeling
| Acteur         | Personage             |
| -------------- | --------------------- |
| Frank Sinatra  | Johnny Concho         |
| Phyllis Kirk   | Mary Dark             |
| William Conrad | Tallman               |
| Keenan Wynn    | Priester Barney Clark |

## Achtergrond
Het was de eerste keer dat Frank Sinatra in een western speelde. "Johnny Concho" was ook zijn debuut als producer en de eerste, en tevens enige, film die zijn productiemaatschappij Kent Productions, Inc., produceerde. Johnny Concho wordt vaak gezien als een psychologische western, omdat er meer sprake is van karakterontwikkeling ten koste van de actie. Andere critici zagen er meer een politieke western in, in de traditie van High Noon. Een man die door iedereen in de steek wordt gelaten en zich verzet tegen het kwaad. Hierbij staat Johnny symbool voor de VS, door zijn bondgenoten in de steek gelaten, die zich verzet tegen het communisme. Een week voordat de opnamen van start gingen werd Gloria Vanderbilt die de rol van Mary Dark ging spelen, vervangen door Phyllis Kirk.